# António Diniz da Cruz e Silva
António Diniz da Cruz e Silva (ur. 1731, zm. 5 października 1799) – portugalski poeta.

## Życiorys
António Diniz da Cruz e Silva urodził się w Lizbonie w 1731. Jako członek literackiego Towarzystwa "Arcadia Ulyssiponense" (założonego w 1756 roku), które za cel swój obrało odrodzenie podupadłej poezji narodowej, nosił pseudonim Elpino Nonacriense. Napisał wiele (ponad 300) sonetów, eklog, elegii, kancon, epigramów, listów poetyckich i kilka tomów ód pindarycznych, które znalazły wielki poklask. Najbardziej cenionym jego utworem jest epopeja heroikomiczna "O Hyssope" (1802), naśladująca swobodnie "Le Lutrin" Boileau'a.